# Beethovenweg 40
Der Beethovenweg (auch Beethoven-Wanderweg) ist ein Rundwanderweg westlich von Baden in Niederösterreich.
Der nach dem bekannten Komponisten Ludwig van Beethoven benannte Wanderweg weist auf die Quellen der Inspiration hin, die der Komponist im südlichen Umland von Wien fand. „Was mich angeht, so wandle ich hier mit einem Stück Notenpapier in Bergen, Klüften und Tälern umher.“ wird er im Jahr 1818 in Mödling zitiert. Der Beethoven-Wanderweg folgt auf einer Länge von 77,3 Kilometern den Spuren van Beethovens und führt durch eine abwechslungsreiche Kultur- und Naturlandschaft zwischen der Großstadt und ihren Vorstädten im Norden und den Alpen im Süden, wobei Rax und Schneeberg immer wieder ins Blickfeld geraten. Der rot-weiß-rot markierte und mit der Nummer 40 gekennzeichnete Wanderweg beginnt in Mödling und führt in drei Etappen über Bad Vöslau, von dort tief in den Wienerwald hinein, durch das Helenental nach Baden bei Wien und wieder zurück nach Mödling.